# Maison Parisienne
Maison Parisienne war ein französischer Hersteller von Automobilen.

## Unternehmensgeschichte
Das Unternehmen aus Paris importierte unter Leitung von Direktor Charles Labouré zunächst Fahrzeuge von Benz nach Frankreich. Später begann die Produktion in Lizenz. Die Markennamen lauteten Maison Parisienne und Éclaire. Ingenieur Serex war maßgeblicher Konstrukteur. Im August 1896 vereinbarte die Maison Parisienne mit der Benz & Cie. den Bezug von Benz-Motoren. 1898 endete die Produktion.

## Fahrzeuge
Zunächst entstanden Modelle mit Einzylinder-Viertaktmotoren von Benz, die äußerlich den Modellen von Benz entsprachen. Aus 1045 cm³ Hubraum entwickelte der Motor anfangs 1,5 PS, später 2,75 PS, 3 PS und 3,5 PS.
Im September 1896 nahmen Charles Labouré, Guyenet und Fisson mit unterschiedlichen Maison Parisienne-Wagen am Rennen Paris-Marseille-Paris über 1.728 km teil, nur Fisson erreichte nicht das Ziel.
1898 kam das Modell Éclaire auf den Markt, das zunächst ebenfalls von dem liegenden Benz-Einzylindermotor angetrieben wurde. Im selben Jahr entstand nach einem Entwurf von Labouré und Serex ein Éclaire-Modell mit einem Benz-Zweizylindermotor. Charles Labouré nahm im März 1898 mit einem solchen Modell am Autorennen von Marseille nach Nizza teil und wurde zweiter in der Klasse bis 400 kg.
1898 wurden von Maison Parisienne drei verschiedene Typen von liegenden Benz-Motoren eingesetzt: Einzylinder-, gegenläufiger Zweizylinder- und paralleler Zweizylindermotor:

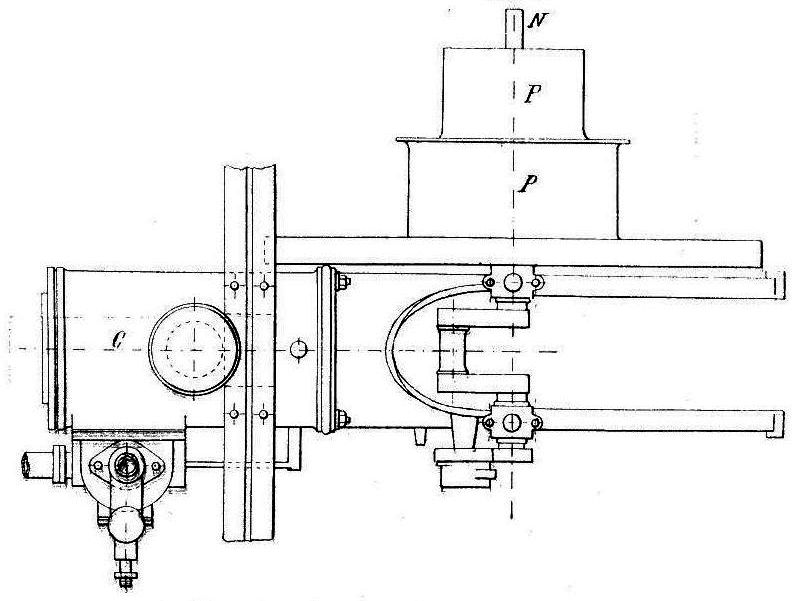
Benz Einzylindermotor (1898)
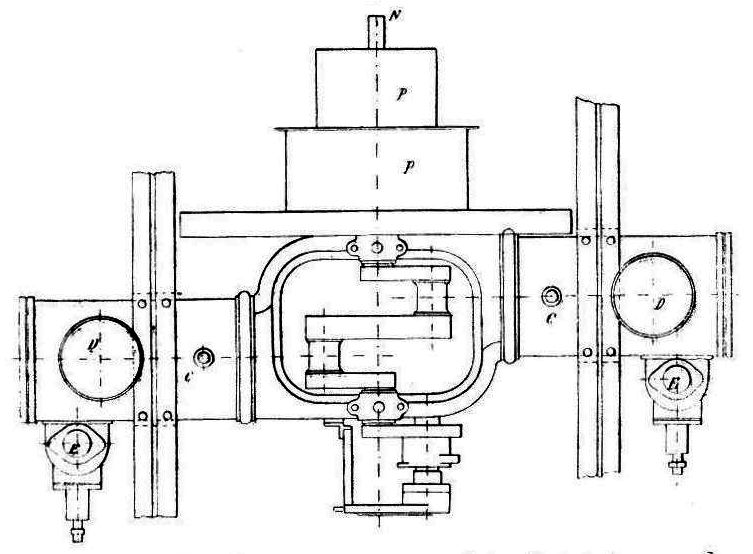
Benz Zweizylindermotor, gegenläufig (1898)
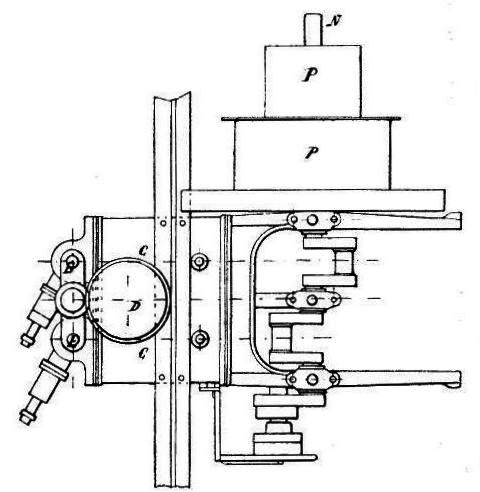
Benz Zweizylinderreihenmotor (1898)

Außerdem wurden eine Vielzahl von Karosserieaufbauten und -ausstattungen angeboten: Duc, Phaéton, Coupé, Lieferwagen; zwei- oder viersitzig; Dos a dos oder Vis-à-vis; optional mit Dach und Teilverglasung.

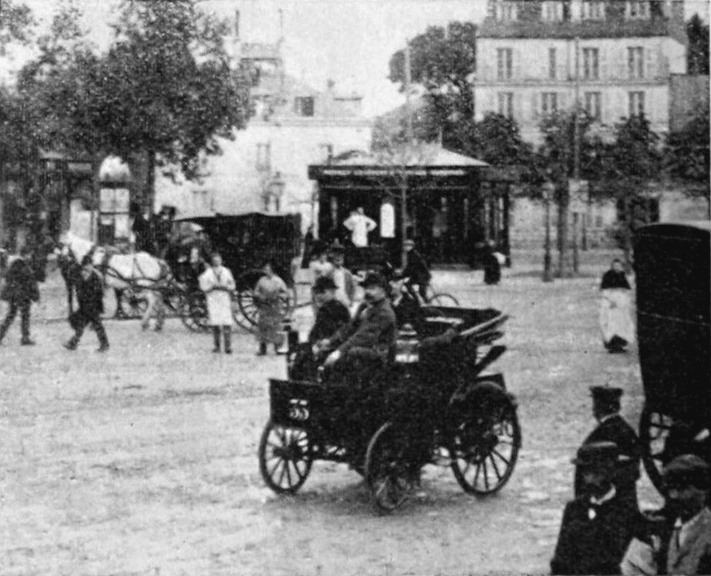
Fisson auf M. Parisienne Duc (1896 Paris-Marseilles, Nr. 33)
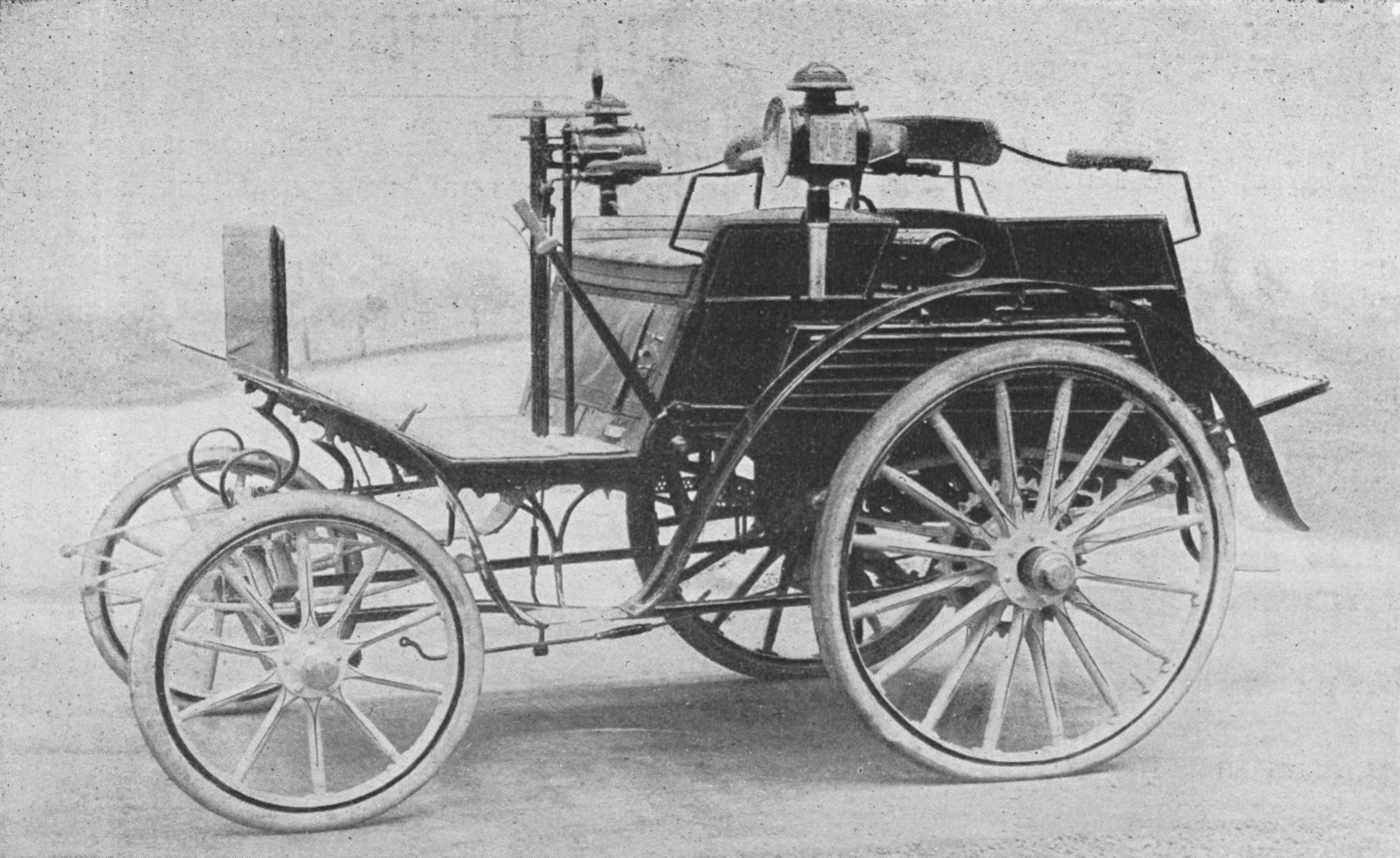
Éclair dos à dos (1898)
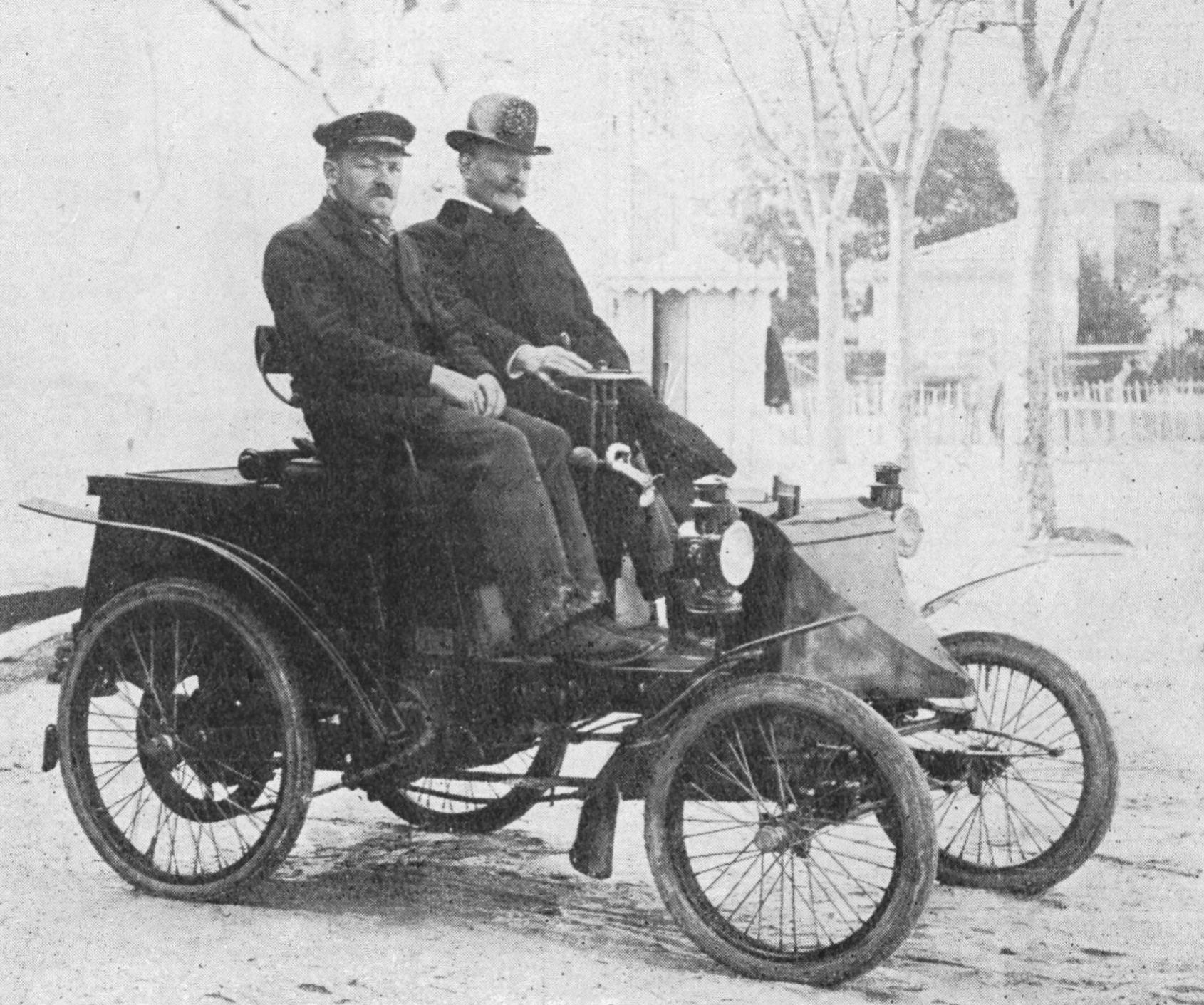
Labouré auf M. Parisienne Éclair (1898 Marseille-Nice)
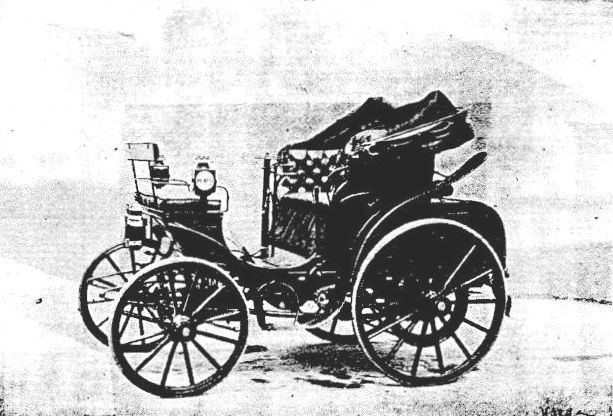
Vis-à-vis 4 places (1898)
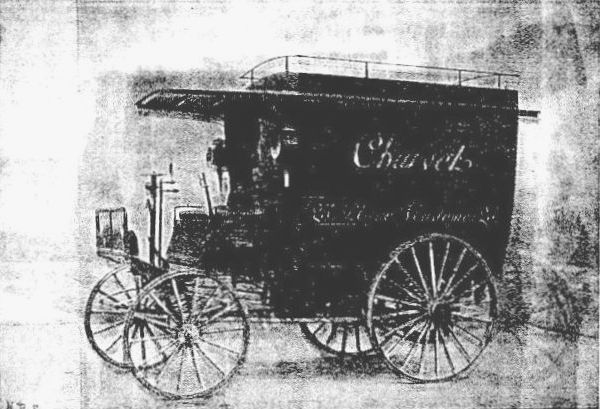
Lieferwagen (1898)